# Oh Ha-na
Oh Ha-na (kor. 오하나, ur. 8 stycznia 1985 w Seongnam) – koreańska florecistka, brązowa medalistka igrzysk olimpijskich i mistrzostw świata.
Podczas igrzysk olimpijskich w Londynie w 2012 roku reprezentacja Korei Południowej w składzie: Nam Hyun-hee, Jeon Hee-sook, Jung Gil-ok i Oh Ha-na zdobyła brązowy medal drużynowo. Indywidualnie nie startowała. Był to jej jedyny start olimpijski.
Podczas mistrzostw świata w Paryżu w 2010 roku wspólnie z Nam Hyun-hee, Jeon Hee-sook i Seo Mi-jung zdobyła brązowy medal w rywalizacji drużynowej. W tej samej konkurencji Koreanki z Oh w składzie wywalczyły drużynowo złote medale na igrzyskach azjatyckich w Kantonie (2010) i igrzyskach azjatyckich w Inczon (2014). 
Kilkukrotnie zdobywała medale mistrzostw Azji, w tym złote drużynowo na MA w Seulu (2010) i MA w Suwon (2014).